# 楊續
楊續（?—?），唐朝官员，出自弘农杨氏观王房，杨绍之孙，杨雄之子，杨恭仁之弟。
楊續有辞学，著有文集（《杨续集》）十卷。唐太宗贞观年间，担任郓州（今山东省东平县）刺史、都水使者、封弘農郡公。

## 家庭

### 子孙
- 楊思簡，太子舍人
  - 楊沖寂，司僕卿
    - 楊令一，吏部員外郎
      - 楊愷，綿州刺史
        - 楊俛
          - 楊崟
          - 楊徵

    - 楊憼，安州都督
    - 楊願，汝州刺史
      - 楊廙，贊善大夫
        - 楊迪

      - 楊庭
      - 楊序

    - 楊恕，工部郎中
    - 楊志，蘇州刺史
    - 楊慫，右司郎中
- 楊思禎
  - 楊正基
    - 楊琮，比部郎中

  - 楊正言，陳州刺史
- 楊思止，字不殆，潞州刺史、湖城縣男
  - 楊執柔
    - 楊濬
      - 楊蕙，湖州刺史

    - 楊湜，太原少尹
    - 楊滔，戶、兵、吏三侍郎
      - 楊藻

  - 楊執虛，新安令
    - 楊涉，資州刺史、廣平郡公

  - 楊愛業，美原令
  - 楊執一，朔方節度使、河東郡公
    - 楊濯，隋州刺史
    - 楊汪，殿中侍御史
- 楊思昭，膳部員外郎